# Eugène Emringer
Eugen Konrad (Eugène) Emringer (Eich, 17 september 1914 – ?) was een Luxemburgs jurist, ambtenaar en kunstschilder.

## Leven en werk
Eugène Emringer was een zoon van Ludwig (Louis) Emringer en Anna Sonnleitner. Hij bezocht het Athénée de Luxembourg in Luxemburg-Stad en studeerde rechten. Na het behalen van zijn juridisch doctoraat, trouwde hij in 1942 met Félicie Schumacher. In 1947 werd Emringer advocaat, later kwam hij in overheidsdienst. Hij was onder meer attaché bij het Ministerie van Justitie (1954) en het Ministerie van Economisce Zaken en Toerisme (1957), later secretaris (1959), kabinetschef (1962) Regierungsrat (1964) en Ersten Regierungsrat (1975) bij het Ministerie van Economische Zaken. Als zodanig had hij zitting in diverse commissies en was hij onder andere voorzitter van de Camping-commissie (1957), voorzitter van het Kiesbureau voor de vierjaarlijkse verkiezingen voor de Kamer van Koophandel (1959) en lid van de Belgisch-Luxemburgse Administratieve Commissie (1975). Emringer was hoofd van de Luxemburgse delegatie en ondertekenaar bij de Universele Auteursrecht-Conventie in Parijs (1971). Hij kreeg voor zijn verdiensten buitenlandse erkenning en werd benoemd tot Commandeur in de Kroonorde van België (1972) en Grootofficier in de Orde van Oranje-Nassau (1979).
Emringer was als kunstenaar autodidact, hij schilderde figuratieve landschappen. Op de solotentoonstelling Montage (1948) in Hôtel Métropole-Bourse in Luxemburg-Stad toonde Emringer 22 berglandschappen. De recensent van de Obermosel-Zeitung noemde hem een impressionistisch verteller: "Hier ist ein Talent am Werke, dessen Hauptstärke das seelische Element is. Man spürt von diesen Zeichnunqen, die teils Impressionen aus der französischen Schweiz, teils solche aus Tyrol oder unserm Ösling künstlerisch zu bewältigen versuchen, daß Emringer psychisch mit seinem ganzen Wesen in der Atmosphäre der Berge beheimatet ist und daß er sich ehrlich Mühe gibt nach dem Warum jener Anziehungskraft die da am Werke ist, zu fragen und nicht das, was er wahrnimmt, sondern da; hinter-den-Dingen-Liegende zu gestalten." Emringer sloot zich aan bij de kunstenaarsverenigingen Cercle Artistique de Luxembourg (CAL) en Art Contemporain du Grand-Duché de Luxembourg (ARC). Vanaf 1948 nam hij deel aan de Salons du CAL, van 1972 tot 1974 was hij vicepresident van de vereniging. Hij werd ook bestuurslid van de ARC.

## Enkele publicaties
- 1973 "Das luxemburgische Gesetz vom 29. Mèarz 1972 über das Urheberrecht", in Ufita, nr. 69 (1979), p. 47-53. Verlag Dokumentation.
- 1981 "La protection des droits voisins du droit d'auteur et la protection des fabricants de disques = The protection of rights neighboring on copyright and the protection of record manufacturers" in Droit d'auteur.

## Onderscheidingen
- Commandeur in de Kroonorde van België (1972)
- Grootofficier in de Orde van Oranje-Nassau (1979)

- Musée national d'archéologie, d'histoire et d'art: lkl004114